# Glikolipidi
Glikolipidi (gr. glykys = sladek, lipos = maščoba) so spojine, v katerih so ostanki monosaharidov z glikozidno vezjo povezani z lipidnim delom. Lipidni del predstavljajo maščobne kisline. Glikolipidi se pojavljajo v telesu v vseh tkivih oziroma nasploh pri vseh evkariontskih celicah, in sicer na zunanji strani lipidnega dvosloga, ki sestavlja celično membrano. Predstavljajo vir energije, imajo pa tudi vlogo genskih označevalcev pri prepoznavanju med celicami.

## Vrste glikolipidov
- gliceroglikolipidi (vsebujejo glicerol)
  - galaktolipidi
  - sulfolipidi
- glikosfingolipidi – sfingolipidi z vezanim mono- ali oligosaharidom
  - cerebrozidi – spojina med ceramidom in glukozo ali galaktozo; pomemben sestavni del mielinske ovojnice
    - galaktocerebrozidi
    - glukocerebrozidi
      - glukobikaranateoeti

  - gangliozidi – vsebuje N-acetilnevraminsko kislino
  - globozidi
  - sulfatidi – sladkorni del je zaestren z žveplovo kilsino; sestavni del mielina
  - glikofosfosfingolipidi
- glikozilfosfatidilinozitoli